# Neus Ballús i Montserrat
Neus Ballús i Montserrat   (Mollet del Vallès, 20 de febrer de 1980) és directora i guionista de cinema i productora audiovisual. Llicenciada en Comunicació Audiovisual i Màster en Documental de Creació per la UPF Barcelona School of Management, té experiència com a realitzadora i muntadora de documentals. Ha estat editora i presentadora dels informatius de 8tv i City TV. Ballús es defineix com una lectora voraç que juga amb la realitat i la ficció.

## Trajectòria
El 2011 va ser seleccionada per participar en el Talent Campus de la Berlinale. És cofundadora, amb Pau Subirós, de la productora El Kinògraf. El seu primer llargmetratge fou La plaga.
El maig de 2018, Neus Ballús acabà el rodatge del seu primer film de ficció Staff Only (El viatge de la Marta). La pel·lícula es rodà durant sis setmanes al Senegal amb la producció associada de Televisió de Catalunya. Staff Only s'estrenà a la Berlinale, en la secció Panorama, i aprofundeix en les relacions i diferències socials.
L'agost de 2021 va estrenar Sis dies corrents al Festival Internacional de Cinema de Locarno, un film híbrid entre documental i ficció rodat amb actors no professionals, que segueix un equip de tres lampistes durant una setmana.

## Filmografia
- Immersió (2009), curtmetratge
- La plaga (2013)
- Amb títol (2015)[11]
- El viatge de la Marta (2019)[12][13]
- Sis dies corrents (2021)
- Blow! (2023) curtmetratge[14]

## Guardons

### Premis Gaudí
| Any  | Categoria         | Pel·lícula                         | Resultat   | Referències |
| ---- | ----------------- | ---------------------------------- | ---------- | ----------- |
| 2014 | Millor pel·lícula | La plaga                           | Guanyadora | [ 15 ]      |
| 2014 | Millor direcció   | La plaga                           | Guanyadora | [ 15 ]      |
| 2014 | Millor guió       | La plaga                           | Guanyadora | [ 15 ]      |
| 2014 | Millor muntatge   | La plaga                           | Guanyadora | [ 15 ]      |
| 2020 | Millor pel·lícula | El viatge de la Marta (Staff Only) | Nominada   | [ 16 ]      |
| 2020 | Millor direcció   | El viatge de la Marta (Staff Only) | Nominada   | [ 16 ]      |
| 2022 | Millor pel·lícula | Sis dies corrents                  | Guanyadora |             |
| 2022 | Millor direcció   | Sis dies corrents                  | Guanyadora |             |
| 2022 | Millor guió       | Sis dies corrents                  | Nominada   |             |
| 2022 | Millor muntatge   | Sis dies corrents                  | Guanyadora |             |

### Altres premis
- 2013: Premi María a la millor pel·lícula al Festival de Cinema de Cali (Colòmbia) per La plaga[17]
- 2014: Premi Òpera Prima del Col·legi de Directors i Directores de Cinema de Catalunya[18]
- 2023: Premi al millor curtmetratge per Blow!. Festival de Cinema de Gijón[19]

### Nominacions
- 2013: Millor pel·lícula debut al Festival Internacional de Cinema de Berlín per La plaga
- 2013: European Discovery als European Film Awards per La plaga.[20]
- 2013: Premi Lux del Parlament Europeu a les pel·lícules amb especial rellevància social, per La plaga
- 2014: Millor director novell als Premis Goya,[21] per a Neus Ballús